# Palais de Monterrey

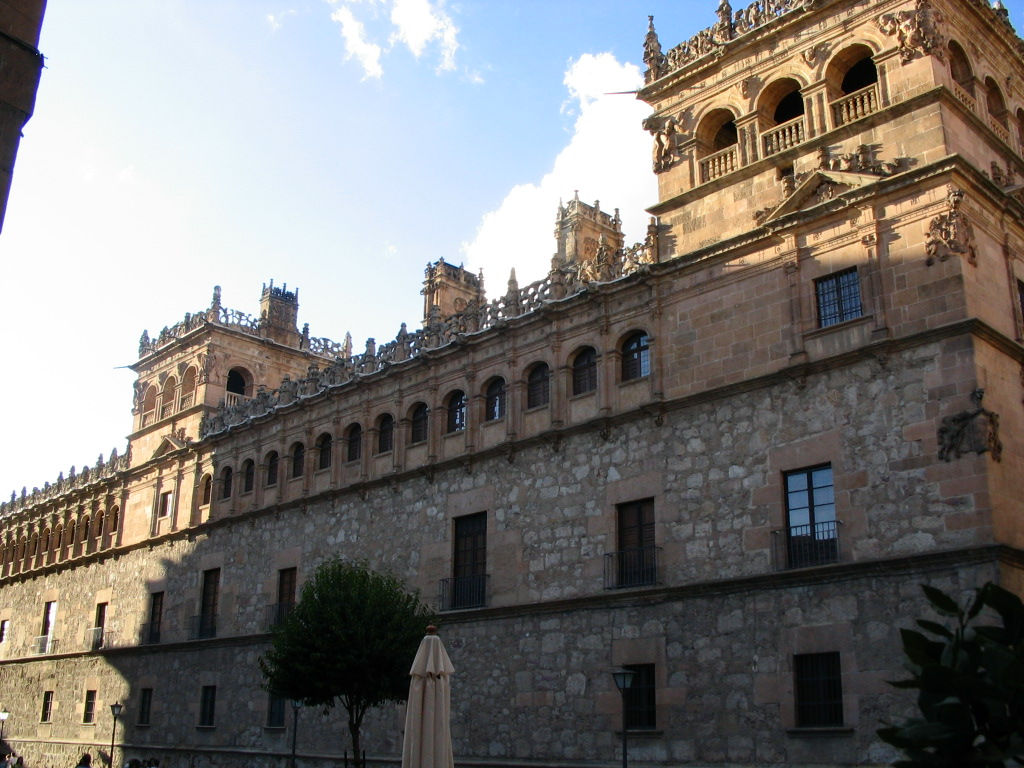
Palais de Monterrey

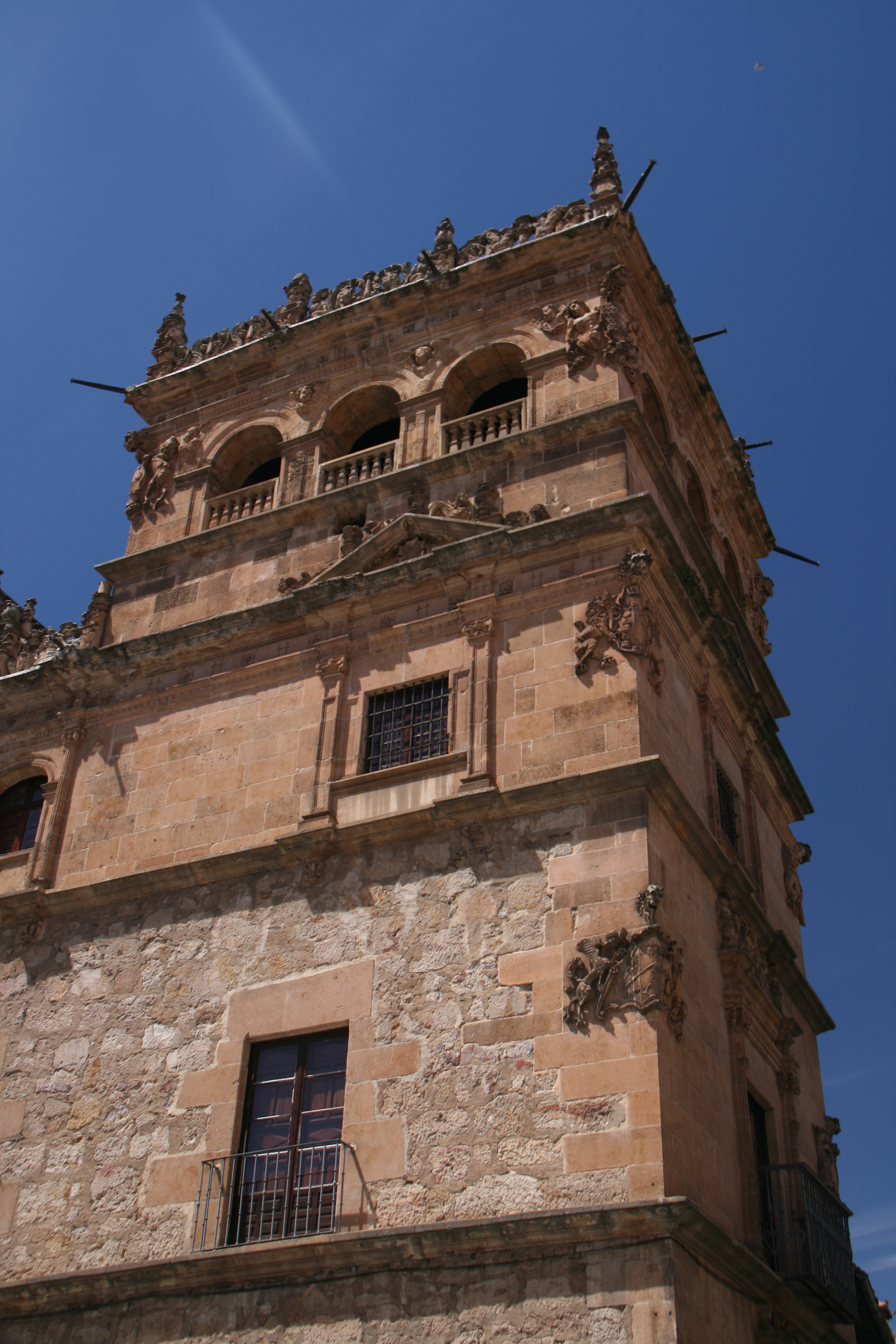
Tour d'angle

Le Palais de Monterrey à Salamanque, capitale de la province espagnole de Salamanque en Castille-León, est un palais du milieu du XVIe siècle. Le bâtiment est un monument protégé (Bien de Interés Cultural).

## Description
Le Palacio de Monterrey a été construit à partir de 1539 pour Alonso de Zúñiga y Acevedo, Conde de Monterrey, selon les plans de Rodrigo Gil de Hontañón. Avec son décor plateresque et ses tours d'angle, il représente de manière typique la noblesse espagnole à l'époque du Siècle d'Or.
Le palais appartient maintenant à la Maison d'Alba et abrite une collection d'art privée.

## Littérature
- Salamanque. Edité par Turespaña (Instituto de Turismo de España), 1998